# الحومة
قرية الحومة هي إحدى القرى التابعة لمركز الواسطى في محافظة بني سويف في جمهورية مصر العربية. حسب إحصاءات سنة 2006، بلغ إجمالي السكان في الحومة 7590 نسمة، منهم 3939 رجل و3651 امرأة.